# Batalha de Spicheren

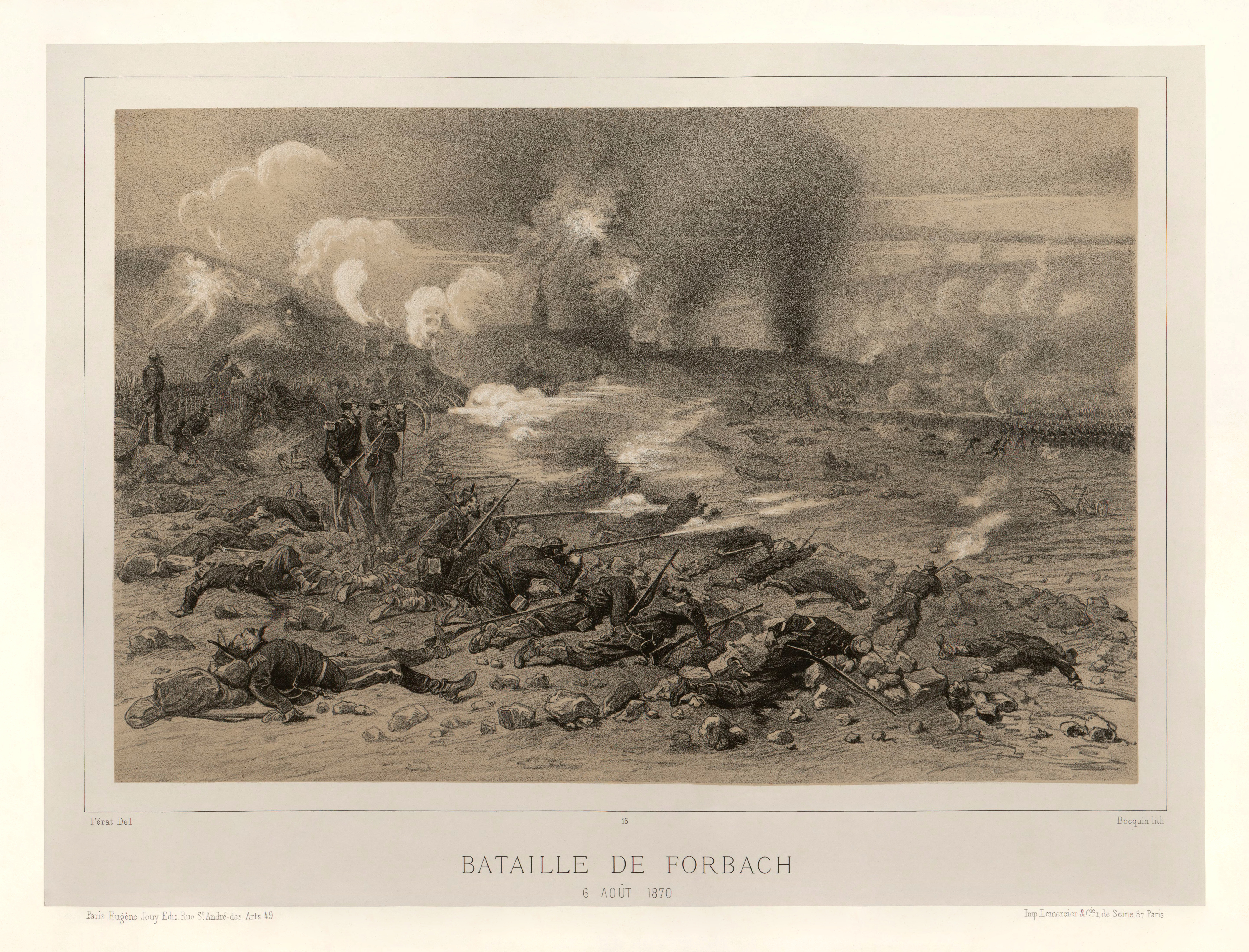
"Bataille de Forbach" de Jean-Adolphe Bocquin após Jules Férat

A Batalha de Spicheren, também conhecida como Batalha de Forbach, foi uma batalha durante a Guerra Franco-Prussiana. A vitória alemã obrigou os franceses a se retirarem para as defesas de Metz. A Batalha de Spicheren, em 6 de agosto, foi a segunda de três derrotas francesas críticas. Moltke planejou originalmente manter o exército de Bazaine no rio Saar até que ele pudesse atacá-lo com o 2º Exército na frente e o 1º Exército no flanco esquerdo, enquanto o 3º Exército se aproximava da retaguarda. O envelhecido general Karl Friedrich von Steinmetz fez um movimento excessivamente zeloso e não planejado, liderando o 1º Exército ao sul de sua posição no Mosela. Ele se moveu direto para a cidade de Spicheren, isolando o príncipe Frederick Charles de suas unidades de cavalaria avançadas no processo.

## Resultado
As baixas prussianas foram de 4 871, devido ao ataque e à eficácia do rifle chassepot francês. As perdas francesas foram de 4 078.  Pela manhã, quando descobriram que seus esforços não foram em vão: Carlos Augusto Frossard havia abandonado sua posição nas alturas  e ordenado uma retirada em direção a Mosela, onde planejava retirar-se e mudar-se para a fortaleza de Verdun, no caminho, ele foi reforçado pela divisão de Bazaine. Eles foram novamente atacados por Karl Friedrich von Steinmetz na Batalha de Borny-Colombey.

### Análise
A França havia perdido outra batalha; a incompetência de seus comandantes militares e sua falta de iniciativa são os principais culpados. As baixas alemãs foram relativamente altas devido à falta de planejamento e à eficácia do rifle chassepot francês.